# Antoine de Lettes-Desprez de Montpezat
Pour les articles homonymes, voir Montpezat.
Antoine de Lettes-Desprez, seigneur de Montpezat en Quercy, est un militaire français né en 1490 à Puissalicon et mort en 1544 à Gabian. Il est chevalier de l’ordre du Roi, gouverneur du Languedoc en 1541 et maréchal de France en 1543.

## Biographie
Antoine de Lettes est né à Puissalicon, il est le fils d'Antoine de Lettes de Montpezat, chevalier de l’ordre de Saint-Michel et Gentilhomme de sa chambre, baron et seigneur de Puissalicon, et de Blanche des Prés, de la maison de Montpezat, près de Montauban (famille à laquelle appartenait le cardinal Pierre au XIVe siècle). Son frère, Jean, devient évêque de Béziers (1537-1543).
Il prend le nom de "des Prez" conformément au testament de son oncle Antoine Deprez ou des Près mort sans postérité.
Il entre comme simple gendarme dans la compagnie du maréchal Odet de Foix et il est cité par Brantôme comme ayant combattu à Marignan. Il est nommé chevalier de l’ordre de Saint-Michel en 1516 et devient ensuite gentilhomme de la chambre ordinaire du Roi en 1520.
Fait prisonnier à la bataille de Pavie, le 24 février 1525, Montpezat se propose pour valet de chambre au Roi François Ier, captif comme lui. Le roi, qui paye sa rançon, se sert de lui pour donner des nouvelles à la reine régente, Louise de Savoie, et lui faire entendre ses ordres secrets.
Le roi le dépêche ainsi plusieurs fois vers l'Empereur Charles Quint et le fait capitaine de 50 hommes d'armes de ses ordonnances en 1525.
Montpezat participe au siège de Naples en 1528 puis, la même année, est pourvu de la capitainerie de Montluçon.
Bénéficiant toujours de la confiance du roi François Ier, il est l'un des huit otages que celui-ci fournit à Henri VIII roi d'Angleterre, lors de la reddition de Tournai à la France. Il devient ensuite maître particulier des eaux et forêts du Poitou, puis sénéchal de cette province en 1532.
Montpezat démontre sa valeur militaire en défendant avec une garnison peu nombreuse la petite ville piémontaise de Fossan en 1536 contre les forces impériales du Marquis de Saluces. Nommé Gouverneur du Languedoc en 1541 à la place du Connétable de Montmorency, tombé en disgrâce, il entreprend le siège de Perpignan en 1542, mais ne parvient pas à prendre la place.
Il reçoit le bâton de maréchal le 13 mars 1544 après la mort du maréchal d’Aubigny, il meurt à Gabian peu après et est inhumé en l’église de Saint-Martin de Montpezat.

## Mariage et descendance
Il a épousé le 26 décembre 1521 Lyette du Fou, fille de Jacques du Fou, avec qui il a eu 5 enfants :
- Melchior († vers 1572)[1], qui est surnommé le « diamant de la cour », est connu comme le serviteur des grandes favorites, dont la duchesse d'Étampes et Diane de Poitiers. Il épouse en 1560 Henriette fille d'Honorat II de Savoie (remariée en 1576 avec Charles de Lorraine, duc de Mayenne)[1] ;
- Jacques des Prés-Montpezat, évêque de Montauban, tué près de Caussade le 25 janvier 1589 ;
- Jacques II, mort au siège de Metz ;
- Balthazarde, mariée, à Jean de Lévis, comte de Caylus, puis en secondes noces, à Antoine de Lévis, comte de Caylus, sénéchal et gouverneur de Rouergue, son beau-frère, dont elle a Jacques de Lévis, comte de Caylus ;
- Gasparde, mariée en 1541 à Claude de Lévis, seigneur de Couzan.

## Anecdote
Montpezat possède de grandes qualités militaires, mais son caractère avait pris au contact de la cour, une fierté dédaigneuse et offensante. La reine Marguerite de Navarre se trouvant avec lui, aux eaux de Béarn, est tellement blessée par ses façons peu courtoises, qu'elle ne put s'empêcher de lui dire : « Si je ne respectais le Roi de France à qui vous appartenez, je vous ferai bientôt sortir de mes terres. » —  « Madame », répond Montpezat, « il ne faudrait pas aller bien loin pour cela. »

## Armoiries
| Figure | Blasonnement                                                                |
|        | D’or à trois bandes de gueules au chef d’azur chargé de trois étoiles d’or. |